# شبکه پخش همگانی
یک شبکه زمینی(به انگلیسی terrestrial network) (یا شبکه پخش همگانی در ایالات متحده) گروهی از ایستگاه‌های رادیویی، تلویزیونی یا سایر رسانه‌های الکترونیکی است که برای پخش همگانی محتوا از یک منبع متمرکز توافق می‌کنند. به عنوان مثال، پی بی اس (ایالات متحده آمریکا)، گلوبال (کانادا)، آی تی وی (پادشاهی بریتانیا)، ای بی سی (استرالیا)، کی بی اس (کره جنوبی) و شرکت ای‌بی‌اس-سی‌بی‌ان (فیلیپین) شبکه‌های تلویزیونی هستند که برنامه تلویزیونی را برای ایستگاه‌های تلویزیونی زمینی محلی از طریق هوا فراهم می‌کنند و از سیگنال‌های قابل گرفته شدن توسط تلویزیونهای خانگی بینندگان محلی استفاده می‌کند. شبکه‌های پخش زمینی به‌طور کلی، اما نه همیشه، در مقیاس ملی کار می‌کنند. یعنی آنها یک کشور کامل را تحت پوشش خود قرار می‌دهند.
رسانه‌های جاری، رادیو اینترنتی و پخش‌همگانی وبی بعضی اوقات علی‌رغم فقدان ایستگاه‌های زمینی، پخش همگامی در نظر گرفته می‌شوند. فعالان آن نیز ممکن است «پخش همگانی کننده» یا حتی «شبکه پخش همگانی» نامیده شوند.

آرم‌های پنج شبکه تلویزیونی بزرگ زمینی ایالات متحده (جهت عقربه‌های ساعت از بالا سمت چپ: NBC, CBS, ABC, The CW و FOX).)